# Anne-Louise Élie de Beaumont
Pour les articles homonymes, voir Élie (homonymie), Beaumont et Élie de Beaumont.
Anne-Louise Élie de Beaumont, née Morin du Mesnil à Caen en 1729 et morte à Paris le 12 janvier 1783, est une femme de lettres française. 

## Biographie
Son oncle, Robert de Berenger, est protestant.
Elle épouse en 1760 Jean-Baptiste-Jacques Élie de Beaumont (1732-1786), avocat qui a produit un mémoire pour la défense des enfants Calas. Son mari s'intéresse aux conditions critiquables de la vente du château de Canon par son père en 1727 et gagne le procès après dix ans de procédure. 
Anne-Louise Élie de Beaumont est l’auteur des Lettres du marquis de Roselle (1761) et de la troisième partie des Anecdotes de la cour et du règne d’Édouard II, roi d’Angleterre (1776), dont Claudine Guérin de Tencin avait donné les deux premières parties. Desfontaines-Lavallée donna des Lettres de Sophie et du chevalier de ***, pour servir de supplément aux Lettres du marquis de Roselle en 1765.
Le géologue Léonce Élie de Beaumont est son petit-fils.

## Pour approfondir